# Rodolfo Pizarro
Rodolfo Gilbert Pizarro Thomas (ur. 15 lutego 1994 w Tampico) – meksykański piłkarz występujący na pozycji ofensywnego pomocnika lub skrzydłowego, reprezentant Meksyku, od 2024 zawodnik Mazatlán.

## Kariera klubowa
Pizarro jest wychowankiem klubu Orinegros de Ciudad Madero, w którego barwach w latach 2009–2011 występował w rozgrywkach czwartej i trzeciej ligi meksykańskiej. W późniejszym czasie przeniósł się do akademii juniorskiej grającego w najwyższej klasie rozgrywkowej zespołu CF Pachuca, do którego seniorskiej drużyny został włączony jako osiemnastolatek przez szkoleniowca Hugo Sáncheza. Pierwszy mecz rozegrał w niej w lipcu 2012 z drugoligowym Universidadem de Guadalajara (0:1) w ramach krajowego pucharu (Copa MX), zaś w Liga MX zadebiutował dopiero 14 września tego samego roku w wygranym 3:2 spotkaniu z Morelią.  Pewne miejsce w wyjściowym składzie wywalczył sobie kilkanaście miesięcy później, w lipcu 2013 za kadencji trenera Gabriela Caballero. Początkowo występował na pozycji prawego obrońcy. W wiosennym sezonie Clausura 2014, będąc kluczowym punktem defensywy, zdobył z Pachucą tytuł wicemistrza kraju, zaś premierowego gola w najwyższej klasie rozgrywkowej strzelił 27 lutego 2015 w przegranej 2:3 konfrontacji z Tijuaną.
Już kilka miesięcy później, w sezonie Clausura 2016, Pizarro wywalczył z Pachucą swoje pierwsze mistrzostwo Meksyku, tym razem grając już głównie w środku pola. W tym samym roku zajął również z zespołem prowadzonym przez Diego Alonso drugie miejsce w krajowym superpucharze – Campeón de Campeones.

## Kariera reprezentacyjna
W maju 2014 Pizarro został powołany przez szkoleniowca Raúla Gutiérreza do reprezentacji Meksyku U-23 na prestiżowy towarzyski Turniej w Tulonie. Tam wystąpił w trzech z czterech możliwych spotkań (z czego w dwóch w wyjściowym składzie), zaś jego kadra zajęła wówczas trzecie miejsce w liczącej pięć zespołów grupie, nie kwalifikując się do dalszych gier. W październiku 2015 znalazł się w składzie na północnoamerykański turniej kwalifikacyjny do igrzysk olimpijskich, podczas którego miał niepodważalne miejsce w wyjściowej jedenastce i rozegrał wszystkie pięć spotkań w pełnym wymiarze czasowym, natomiast jego drużyna triumfowała wówczas w eliminacjach po pokonaniu w finale Hondurasu (2:0). W sierpniu 2016 wziął udział w Igrzyskach Olimpijskich w Rio de Janeiro; wystąpił wówczas w dwóch spotkaniach (w obydwóch w pierwszym składzie) i strzelił gola w grupowym meczu z Niemcami (2:2), lecz później ze względu na kontuzję opuścił drużynę (w jego miejsce został dowołany Raúl López). Meksykanie odpadli natomiast z męskiego turnieju piłkarskiego w fazie grupowej.
W seniorskiej reprezentacji Meksyku Pizarro zadebiutował za kadencji selekcjonera Miguela Herrery, 29 stycznia 2014 w wygranym 4:0 meczu towarzyskim z Koreą Południową. Premierowego gola w kadrze narodowej strzelił natomiast w piątym występie, 10 lutego 2016 w wygranym 2:0 sparingu z Senegalem.

## Statystyki kariery

### Klubowe
| Orinegros | 2009–2010 | Meksyk | Tercera División | 25  | 1  | —  | — | —   | — | — | 25  | 1  |
| Orinegros | 2010–2011 | Meksyk | Tercera División | 15  | 1  | —  | — | —   | — | — | 15  | 0  |
| Orinegros | 2010–2011 | Meksyk | Segunda División | 8   | 0  | —  | — | —   | — | — | 8   | 0  |
| Pachuca   | 2011–2012 | Meksyk | Liga MX          | 0   | 0  | —  | — | —   | — | — | 0   | 0  |
| Pachuca   | 2012–2013 | Meksyk | Liga MX          | 16  | 0  | 9  | 1 | —   | — | — | 25  | 1  |
| Pachuca   | 2013–2014 | Meksyk | Liga MX          | 39  | 0  | 3  | 0 | —   | — | — | 42  | 0  |
| Pachuca   | 2014–2015 | Meksyk | Liga MX          | 35  | 2  | —  | — | LMC | 4 | 0 | 39  | 2  |
| Pachuca   | 2015–2016 | Meksyk | Liga MX          | 37  | 6  | 4  | 1 | —   | — | — | 41  | 7  |
| Pachuca   | 2016–2017 | Meksyk | Liga MX          | 0   | 0  | 0  | 0 | —   | — | — | 0   | 0  |
| Ogółem    | Ogółem    | Ogółem | Ogółem           | 175 | 10 | 16 | 2 | LMC | 4 | 0 | 195 | 12 |

- LMC – Liga Mistrzów CONCACAF

### Reprezentacyjne
| Meksyk | Meksyk | 2014   | 4 | 0 | — | — | — | — | — | 4 | 0 |
| Meksyk | Meksyk | 2015   | — | — | — | — | — | — | — | 0 | 0 |
| Meksyk | Meksyk | 2016   | 1 | 1 | 1 | 0 | — | — | — | 2 | 1 |
| Ogółem | Ogółem | Ogółem | 5 | 1 | 1 | 0 | — | — | — | 6 | 1 |